# Bernhardine Schulze-Smidt
Bernhardine Cornelie Wilhelmine Schulze-Smidt, Pseudonym Ernst Oswald, (* 19. August 1846 auf Gut Dungen bei Bremen; † 16. Februar 1920 in Bremen) war eine deutsche Schriftstellerin.

## Leben

Titelseite der Engelswiege (1911)

Schulze-Smidt war die Tochter des Bremer Syndicus, Direktor des Staatsarchivs und Senators Heinrich Smidt (1806–1878) und Enkelin von Bürgermeister Johann Smidt (1773–1857). Sie hatte vier Geschwister.
Aufgewachsen auf Gut Dunge, erzählt sie darüber 1895 im Buch Jugendparadies. Sie erhielt ihre Erziehung in Bremen. 1869 heiratete sie in Münster den Sondershausener, später Hannoveraner, Regierungsrat Ernst Oswald Schulze (1836–1887). Schon während ihrer Ehe schrieb sie ab 1874 Erzählungen und seit 1880 Romane; zuerst unter dem männlichen Pseudonym Ernst Oswald und seit 1883 unter ihrem eigenen Namen. Ihre Romane entsprachen dem realistischen Zeitgeschmack. 1911 erschien der Roman Die Engelswiege, der in Bremen zur Zeit der Reformation handelte. Auch das Erinnerungsbuch an ihren Großvater Bürgermeister Johann Smidt von 1913 blieb von Bedeutung. Ihre Übersetzungen zeigen, dass sie die türkische Sprache beherrschte, was für eine Frau der damaligen Zeit ungewöhnlich war.
Verwitwet lebte sie zuerst in München und später wieder in Bremen in der Meinkenstraße 70 und seit 1914 Contrescarpe 25. Sie engagierte sich in Bremen für den sozialen Bereich.

## Werke

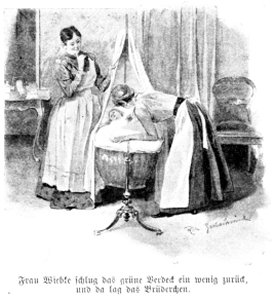
Illustration für Bernhardine Schulze-Smidts „Lissy“ von Richard Gutschmidt 1909. Frau Wiebke schlug das grüne Verdeck ein wenig zurück und da lag das Brüderchen.

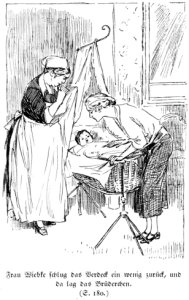
Illustration für Bernhardine Schulze-Smidts „Lissy“ von Richard Gutschmidt 1926. Frau Wiebke schlug das grüne Verdeck ein wenig zurück und da lag das Brüderchen.

- Inga von Rantum. Sylter Novelle. Diesterweg, Frankfurt/M. 1881. IV, 220 S.
- Zwei Novellen. Rote Kohlen. Il pomo d’oro. Perthes, Gotha 1883. 308 S.
- Er lebt [Erz.]. Bielefeld: Velhagen und Klasing 1884. 298 S.
- Deutsche Geisterstimmen. Vaterländisches Festspiel. Mittler, Berlin 1884. 33 S.
- Pfadfinder. 3 Erzählungen. Velhagen und Klasing, Bielefeld 1889. 400 S.
- Münchener Spaziergänge. In: Velhagen & Klasings Neue Monatshefte. Jg. 4 (1889/90), Bd. 1, Heft 4, Dezember 1889, S. 465–488.
- Eine Hochzeitsreise durch die Schweiz. In: Velhagen & Klasings Neue Monatshefte. Jg. 4 (1889/90), Bd. 2, Heft 10, Juni 1890, S. 433–464; (Schluß). In: Velhagen & Klasings Neue Monatshefte. Jg. 4 (1889/90), Bd. 2, Heft 11, Juli 1890, S. 593–626.
- Bleistift-Skizzen. Erinnerungen an die Pariser Weltausstellung von 1889. Kühtmann, Bremen 1890. 93 S.
- Lissy. Stuttgart: Union Deutsche Verlagsgesellschaft (?, 1. Auflage in KVK nicht nachweisbar)
  - 3. Auflage. 1890; hdl:2027/uc1.$b474041 (Digitalisat Hathitrust)
- Wenn man liebt. Eine Geschichte in 4 Büchern. Velhagen und Klasing, Bielefeld 1892. 392 S.
- In Moor und Marsch. Roman aus dem Jahre 1812. Velhagen und Klasing, Bielefeld 1893. 442 S.; hdl:2027/nyp.33433075756118 (Digitalisat Hathitrust)
- Holde Siebzehn. Erzählung für junge Mädchen. Velhagen und Klasing, Bielefeld 1894., 414 S.
- L’Omicida; Il Bricconcello. Zwei Novellen. Reissner, Dresden 1895. 315 S.
  - L’omicida: ein Erlebnis am Gardasee Erstauflage in Band 3.1892/93 von Velhagen & Klasings Roman-Bibliothek (S. 319–395); archive.org.
- Jugendparadies. Eine wahre Geschichte für Kinder und ihre Freunde. Velhagen und Klasing, Bielefeld 1895. 326 S.
- Mit dem Glücksschiff. Eine Geschichte zu Wasser und zu Lande für junge Mädchen. Velhagen und Klasing, Bielefeld 1896, 345 S.
- Pave, der Sünder. Eine Geschichte aus Dalmatien. Dt. Verlags-Anstalt, Stuttgart 1896, 347 S.
- Weltkind. Eine Idylle aus dem Rheingau. Reissner, Dresden 1896, 258 S.
- Constantinopel. Friedliche Reiseerinnerungen. Reissner, Dresden 1897. 197 S. urn:nbn:de:gbv:46:1-4267
- Kein Gitter hindert Cupido [Roman]. Reissner, Dresden 1897. 265 S.
- Mellas Studentenjahr. Eine Backfischgeschichte. 2. Auflage. Velhagen und Klasing, Bielefeld 1897. 302S.
- Franzosengeschichten. 3 Novellen. Reissner, Dresden 1898. III, 259 S.
- In Moor und Marsch. Roman aus dem Jahre 1812. Velhagen und Klasing, Bielefeld, Leipzig 1893. 442 S.
- So wachsen deiner Seele Flügel! [Roman]. 2. Auflage in 2 Bänden. Dt. Verlagsanstalt, Stuttgart 1897, 569 S.
- Die Drei. Roman. Reißner, Dresden 1899, 256 S.
- Ringende Seele. Liebesgeschichte. Dt. Verlagsanstalt, Stuttgart 1899, 293 S.
- Tiny und Tinys Gespielen. Eine Geschichte für die Kleinen und ihre Freunde. Bielefeld, Velhagen und Klasing, Leipzig 1900. IV, 307 S.
- Arkadien und andere Novellen. Reißner, Dresden 1900. III, 203 S.
- Lissy. Stuttgart: Union [1900]. 332S. (Kränzchen-Bibliothek Band 3)
- Schattenblümchen. Union, Stuttgart 1901, 308 S, (Kränzchen-Bibliothek Band 4)
- Leiden. Blätter aus einem Lebensbuche. Reißner, Dresden 1901. 176 S.
- Ein Bruder und eine Schwester. Eine Geschichte aus dem Winkel und der Welt. Kühtmann, Bremen 1902. 465 S.
- Eiserne Zeit. Eine Familiengeschichte aus den Befreiungskriegen. Velhagen und Klasing, Bielefeld 1899.
- Aus dem goldenen Buche. Eine Geschichte in zwei Teilen für die reifere Jugend. Velhagen und Klasing, Bielefeld, Leipzig 1903. 406 S.
- Im finsteren Tal. Reißner, Dresden 1903. III, 303 S.
- Magnus Collund. Das Schicksal einer Liebe. Roman. Reißner, Dresden 1904. 357 S.
- Drei Freundinnen. Union, Stuttgart 1903. V, 279 S. (Kränzchen-Bibliothek Band 8)
- Dein und Mein. Weihnachtslieder. Storm, Bremen 1903. 29 S.
- Demoiselle Engel. Eine Altbremer-Hausgeschichte. Dt. Verlags-Anstalt, Stuttgart 1904. 206 S.; hdl:2027/hvd.hny4u2 (Digitalisat Hathitrust)
- Hinter den Wäldern. Eine Episode. Reißner, Dresden 1906. 192 S.
- Häusliche Lebenskunst. Ein Hilfs- und Erfahrungsbuch für Heim und Haushalt besonders für die Küche. Reißner, Dresden 1910. XXXI, 239S.
- Kinderherzen. Gesammelte Erzählungen für die Jugend. Loewe, Stuttgart 1905. 111, 162 S.
- Fließendes Wasser. Roman. Reißner, Dresden 1909. VIII, 269 S.
- Das Hansefeldt. 14. Auflage. Union, Stuttgart 1909. III, 290 S. (Kränzchen-Bibliothek Band 14)
- Die Tat. Eine vergessene Geschichte. Reißner, Dresden 1909. 154 S.
- Allerlei Volk. Novellen. Reißner, Dresden 1910. 282 S.
- Er führet mich auf rechtem Pfade. Eine Hirtengeschichte. Bremen: Leuwer 1920, 109 S.
- Die Engelswiege. Aus der geschriebenen Chronica des D. Bernardus Fabritius, bremischen Bürgern mitgeteilt. Reissner, Dresden 1911. 97 S.; urn:nbn:de:gbv:46:1-774
- Der alte Smidt und sein altes Bremen. Ein Erinnerungsbuch von seiner Enkelin. Leuwer, Bremen 1913. 454 S.
- Bürgermeister Johann Smidt, das Lebensbild eines Hanseaten. Ein Erinnerungsbuch. Leuwer, Bremen 1914. 456 S.; hdl:2027/umn.31951002130491r (Digitalisat Hathitrust)
- Die Romfahrten des Franz Desolatius. Eine Mannesjugend. 1.–3. Auflage. Cotta, Berlin / Stuttgart 1920, 421 S.

### Übersetzungen
- Russische Sagen. In freier Nachdichtung. Perthes, Gotha 1885. 63 S.; hdl:2027/osu.32435008004632 (Digitalisat Hathitrust)
- Rosenblätter: Lieder und Sprüche des Volkssängers und Improvisators Assim-Agha Gül hanendé. Dem Neutürkischen nachgedichtet von Bernhardine Schulze-Smidt. Leipzig: Schmidt & Günter [1893]   Digitalisat Hathitrust
- Türkische Liebeslieder mit Texten des Assim-Agha Gül-Hanandé. 2. Auflage. Berlin o. J. [mit P. Endmannsdörfer]
- Türkische Liebeslieder. Duette. Berlin o. J. [mit P. Endmannsdörfer]
- Vom goldenen Horn. Türkisches Liederspiel für Solostimmen, gemischten Chor und Pionoforte. Komponiert von J. Rheinberger. Text nach dem Neutürk. des Assim-Agha Gül Hanandé. Leuckart, Leipzig 1885.

### Als Herausgeber
- Ottilie Wildermuth. Briefe an einen Freund. Mit einer Lebensskizze. Bielefeld, Velhagen und Klasing, Leipzig 1910. 192 S.

### Nachlass, Handschriftliches
- UB Bremen: Magnus Collund. Das Schicksal einer Liebe [Ms., 189Bl.]; 2 Ged. 13 Briefe und Karten an ihren Verleger Leuwer, Bremen, 1913
- DLA Marbach: Brief an Erwin Ackerknecht, 1912; 12 Briefe und Karten an Georg von Cotta, 1919f.
- Bayer. SB München: Briefe an Heinrich Brunn u. a.
- UStB Frankfurt/M.: Briefe an H. Presber, 1881f, 1906
- UB Freiburg/Br.: 4 Briefe an unbekannte Adressaten, 1883, 1893 f.

### Erschienen unter dem Pseudonym E. Oswald
- Fern von der Welt Getriebe Zwei Novellen. Wedekind und Schwieger, Berlin 1874. 304 S.
- Im Aquarium. Eine Geschichte aus der Wasserkur [Erz.]. Wedekind und Schwieger, Berlin 1876. XV, 205 S.
- Aus Heimath und Fremde. Drei Erzählungen. Wedekind und Schwieger, Berlin 1876. 275 S.
- Alard, ein Fragment. Epos. Kühtmann, Bremen 1877. III, 78S.
- Rita Gerrits. Eine ostfriesische Geschichte. Nordwestdt. Volksschriftenverlag, Bremen 1878. 212 S.